# 量子回帰定理
量子力学において、量子回帰定理（りょうしかいきていり、英: Quantum recurrence theorem）とは、量子状態の時間発展に関する定理。エネルギー固有状態として、離散準位のみをもつ量子系は時間発展により、初期状態のいくらでも近くに回帰することを主張する。古典力学におけるポアンカレの回帰定理の量子力学版に相当する。1957年にP. BocchieriとA. Loingerによって、示された。

## 概要
エネルギー固有値として、離散準位のみを持つ量子系において、系の状態ベクトルを|ψ(t)〉で表す。このとき、任意の正の定数ε > 0と任意の初期時刻t0に対し、
{\displaystyle ||\,|\psi (T)\rangle -|\psi (t_{0})\rangle ||<\epsilon }
を満たす時刻T (> t0)が存在する。
この定理は、古典力学での有限領域内の運動は、初期状態のいくらでも近くに回帰するというポアンカレの回帰定理の量子力学版となっている。ポアンカレの回帰定理では、運動は有限領域内という仮定がなされるが、これは量子系では有限系のエネルギー準位が離散的であることに対応している。

## 証明
ハミルトニアンの固有ベクトルの時間発展は、エネルギー準位から定まる周期をもつ周期関数であり、一般の状態ベクトルの時間発展はこれらの和として、表現される。P. BocchieriとA. Loingerは概周期関数の性質に基づき、初期状態の近くに回帰することを示した。
系のハミルトニアンをとすると、状態ベクトルの時間発展は次のシュレディンガー方程式にしたがう
{\displaystyle i\hbar {\frac {\partial }{\partial t}}|\psi (t)\rangle ={\hat {H}}|\psi (t)\rangle }
ここで、離散準位Enをエネルギー固有値とする固有状態を|n〉と表すと、この解は
{\displaystyle |\psi (t)\rangle =\sum _{n=0}^{\infty }a_{n}e^{-{\frac {i}{\hbar }}E_{n}(t-t_{0})}|n\rangle }
{\displaystyle \sum _{n=0}^{\infty }|a_{n}|^{2}=1}
で与えられる。
このとき、時間tでの状態|ψ(t〉と初期状態|ψ(t0)〉の差のノルムを評価すると、
{\displaystyle ||\,|\psi (t)\rangle -|\psi (t_{0})\rangle ||^{2}=2\sum _{n=0}^{\infty }|a_{n}|^{2}\left(1-\cos {{\frac {E_{n}}{\hbar }}(t-t_{0})}\right)}
である。
ここで任意の正数ε > 0について、十分な大きなNをとれば、
{\displaystyle 2\sum _{n=N}^{\infty }|a_{n}|^{2}\left(1-\cos {{\frac {E_{n}}{\hbar }}(t-t_{0})}\right)<4\sum _{n=N}^{\infty }|a_{n}|^{2}<{\frac {\epsilon ^{2}}{2}}}
を満たす。
残る有限個の項については、概周期関数の理論より、
{\displaystyle 2\sum _{n=0}^{N-1}|a_{n}|^{2}\left(1-\cos {{\frac {E_{n}}{\hbar }}(T-t_{0})}\right)<{\frac {\epsilon ^{2}}{2}}}
を満たす時間Tが存在することから、証明は完了する。